# 久喜市立図書館
久喜市立図書館（くきしりつとしょかん）は、埼玉県久喜市が設立・運営する公共図書館の総称である。中央図書館、菖蒲図書館、鷲宮図書館の3館と栗橋文化会館図書室が1室設置されている。

## 概要
2010年（平成22年）3月22日までは、現在の久喜市立中央図書館が旧久喜市唯一の市立図書館であり、同市内に所在する埼玉県立久喜図書館と区別するため久喜市立図書館と名乗っていた。しかし、同年3月23日に行われた久喜市・南埼玉郡菖蒲町・北葛飾郡鷲宮町・栗橋町の市町村合併に伴い、旧市町の各館・室の混同を避けるため、現在名に改称された。このため、2010年3月23日以降は久喜市立図書館という名称の個別の図書館は存在しない。また、旧町立図書館・図書室も合併と同時に現在名に改称された。
2011年（平成23年）3月末日まではそれぞれの久喜市立図書館・図書室において貸出カードの互換性がなかったが、主に同年4月1日よりシステムが統合され、全久喜市立図書館・図書室における統一の貸出カードの運用が開始された。
現在では久喜市に在住・在勤・在学する者の他、幸手市・北葛飾郡杉戸町・南埼玉郡宮代町・白岡市・蓮田市・桶川市・鴻巣市・加須市の在住者も広域利用により利用することができる。
本項では、久喜市の設置する市立図書館全般について述べる。また、以下で名称に言及する際には特筆の無い限り、「久喜市立」を省略する。

## 中央図書館

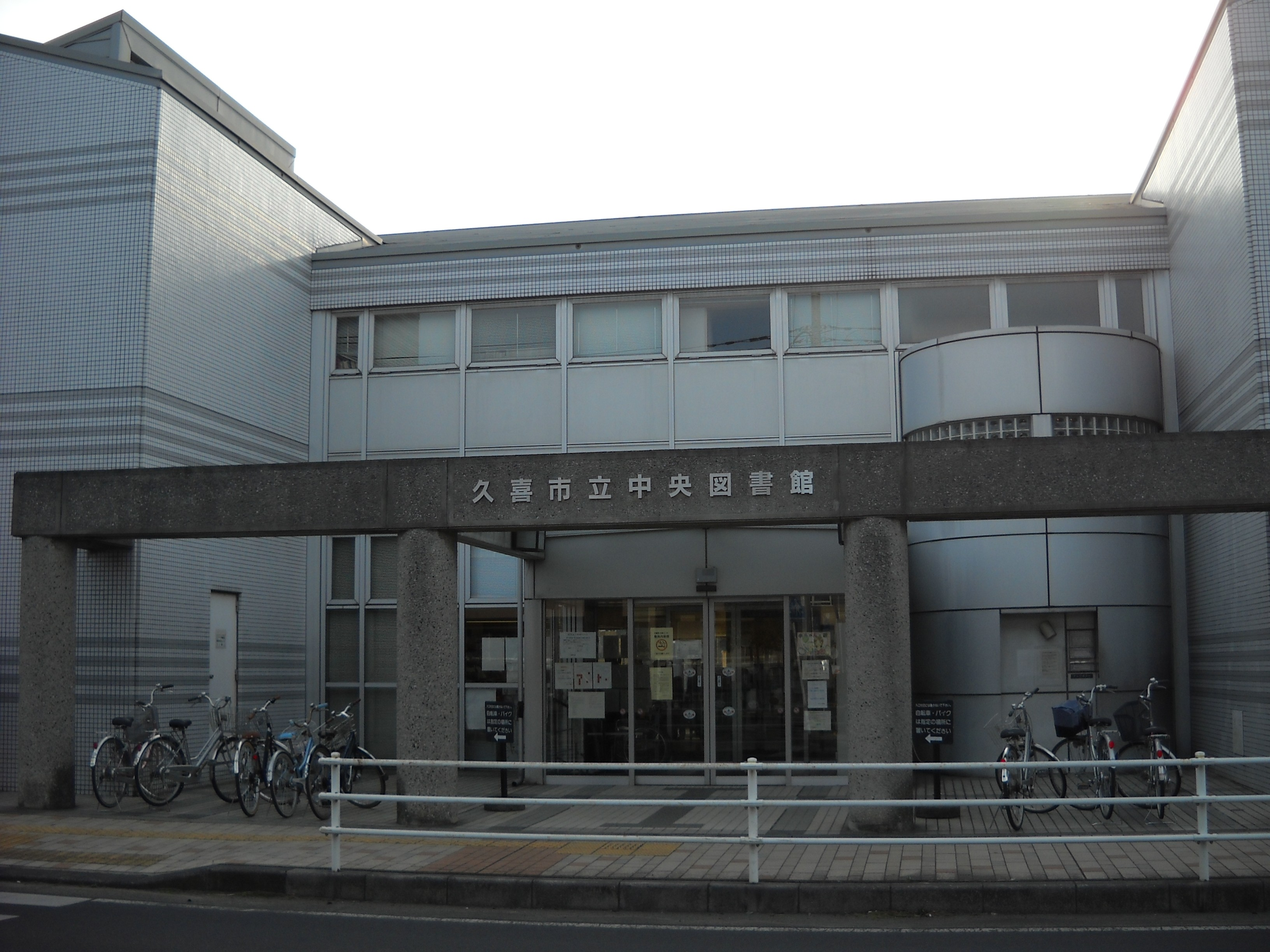
入口外観

1987年（昭和62年）に旧久喜市により久喜市立図書館として吉羽に設置される。図書館建物の隣には児童センターが設置されている。久喜区域では中央図書館の他、東公民館や西公民館に図書室があり貸出業務も行っている。東公民館・西公民館の両図書室は共に中央図書館の出先扱いとなっている。また市内小学校などを定期的に巡回する移動図書館も運営していたが、利用者の9割が児童ということもあり、2001年度（平成13年度）の西公民館での図書貸し出し開始に併せ移動図書館は廃止された。
所在地
- 埼玉県久喜市吉羽1-40-1（北緯36度3分56.8秒 東経139度41分20.7秒 / 北緯36.065778度 東経139.689083度）

アクセス
- 久喜駅東口より朝日バス吉羽栗原経由（のりば2）に乗車、「図書館前（乗車約5分）」下車すぐ。運賃は久喜駅東口より大人180円（子供半額）。
- 久喜駅東口より久喜市内循環バスのりばにて「野久喜・吉羽循環」に乗車、「市立図書館前（乗車約18分）」下車すぐ。運賃は100円。1日乗車券は200円。（市内循環バス　久喜市ホームページ）
- 久喜駅東口より徒歩にて東へ約15分
- 幸手駅西口より朝日バス[KU16]久喜駅東口行きに乗車、「高田（乗車約11分）」下車すぐ。運賃は幸手駅西口より大人210円（子供半額）。

休館日
- 毎月第3火曜日
- 毎月最後の金曜日

開館時間
- 9時～19時30分

## 菖蒲図書館

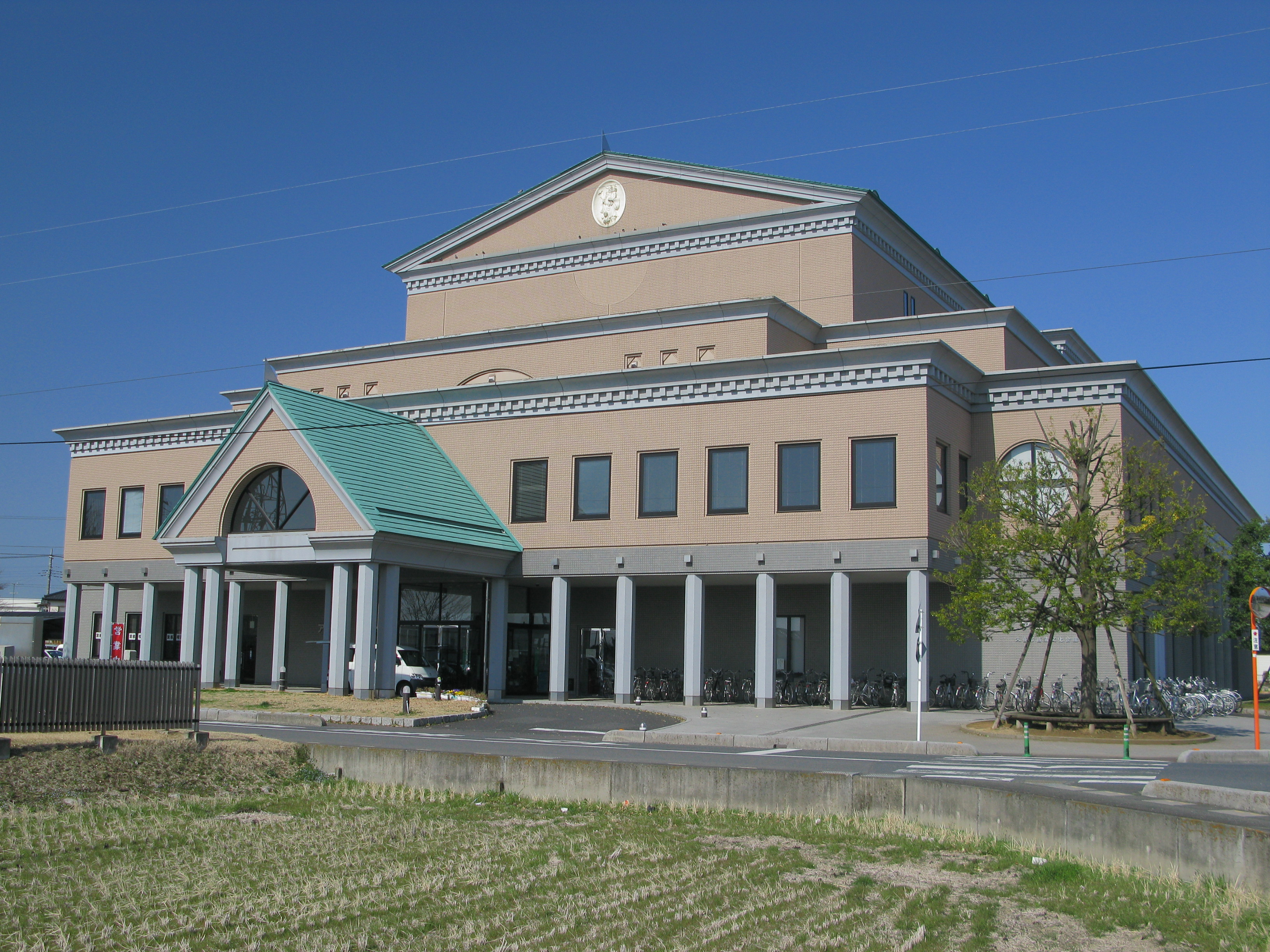
菖蒲文化会館外観

旧菖蒲町により菖蒲町立図書館として設置されたもので、菖蒲文化会館内に併設されている。菖蒲区域では菖蒲図書館の他、森下公民館に図書室があり貸出業務も行っている。森下公民館の図書室は菖蒲図書館の出先扱いとなっている。
所在地
- 埼玉県久喜市菖蒲町菖蒲85-1（北緯36度3分41.7秒 東経139度36分11.9秒 / 北緯36.061583度 東経139.603306度）

アクセス
- 朝日バス「菖蒲仲橋」バス停より徒歩にて南南東へ（星川（見沼代用水）の左岸側（東側）を下流方面へ）約5分。[3]

休館日
- 毎月第2水曜日
- 毎月最後の金曜日

開館時間
- 9時～19時30分

## 鷲宮図書館

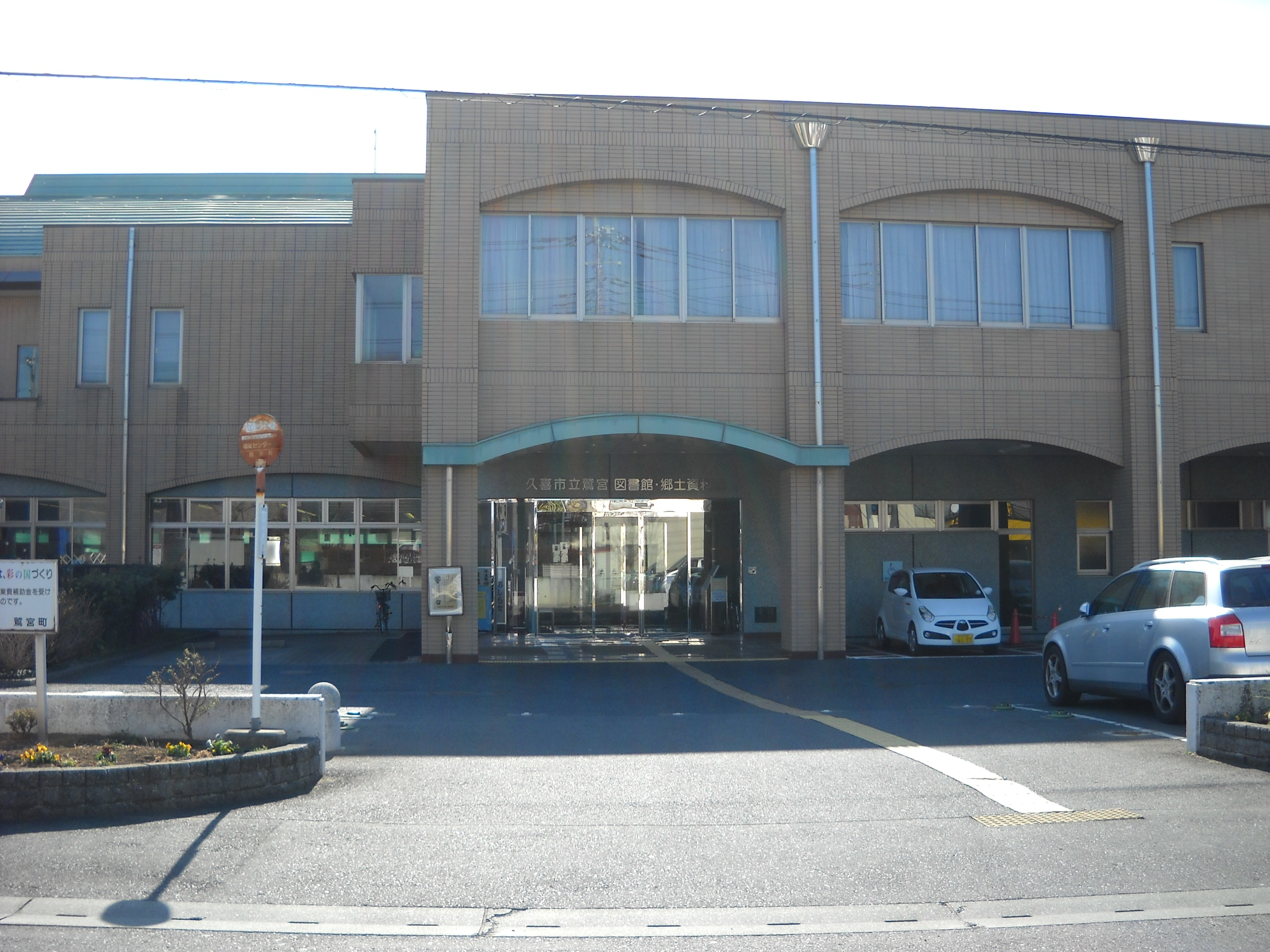
入口外観

旧鷲宮町により鷲宮町立図書館として鷲宮町役場の旧庁舎跡地に設置される。同館は久喜市立郷土資料館（旧・鷲宮町立郷土資料館）と同一の建物の1階部分である。鷲宮町立であったころ、マスコットキャラクター「かぐらくん」が設定されていた。
所在地
- 埼玉県久喜市鷲宮5-33-1（北緯36度5分57秒 東経139度39分55.7秒 / 北緯36.09917度 東経139.665472度）

アクセス
- 鷲宮駅東口より徒歩にて東北東（鷲宮総合支所方面）へ約10分
- 東鷲宮駅から「川口循環」・「川口三丁目」行きバス「図書館入口」下車　徒歩1分

休館日
- 毎月第2水曜日
- 毎月最後の金曜日

開館時間
- 9時～19時30分

## 栗橋文化会館図書室

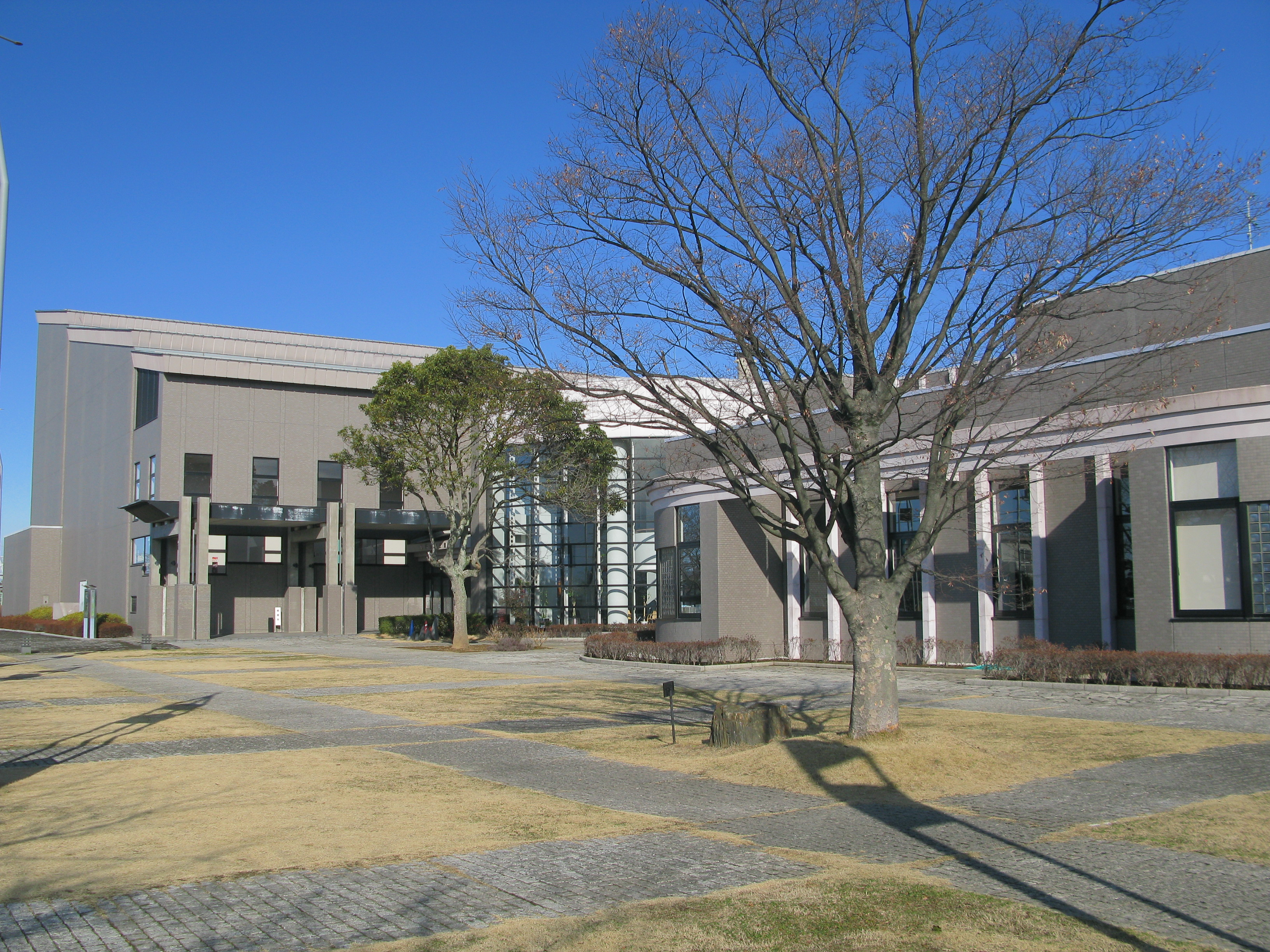
栗橋文化会館外観

旧栗橋町により栗橋町立栗橋文化会館イリス内に設置される。合併前後で設置自治体名が栗橋町立から久喜市立に変更となった以外、名称変更は無い。
所在地
- 埼玉県久喜市伊坂1557（北緯36度7分44.5秒 東経139度41分36.9秒 / 北緯36.129028度 東経139.693583度）

アクセス
- 栗橋駅東口より徒歩にて南へ約8分

休館日
- 毎月第3火曜日
- 毎月最後の金曜日

開館時間
- 9時～19時30分